# Mohamed Magdi Hamza
Mohamed Magdi Hamza Khalif (arab. ‏محمد مجدي•حمزة‎, ur. 30 sierpnia 1996 w Kairze) – egipski lekkoatleta specjalizujący się w pchnięciu kulą oraz rzucie dyskiem. 
W 2013 podczas pierwszych w historii mistrzostw Afryki juniorów młodszych wywalczył złoto w pchnięciu kulą oraz zdobył srebrny medal w rzucie dyskiem. W tym samym roku zdobył brąz mistrzostw świata juniorów młodszych w pchnięciu kulą oraz został podwójnym srebrnym medalistą mistrzostw Afryki juniorów. W 2015 zdobył srebrny medal w pchnięciu kulą podczas igrzysk afrykańskich w Brazzaville.
Rekord życiowy: stadion – 21,39 (30 marca 2022, Al-Ma’adi) były rekord Egiptu; hala – 20,91 (20 stycznia 2024, Jablonec nad Nysą).

## Osiągnięcia
| Rok  | Impreza                               | Miejsce      | Konkurencja            | Lokata            | Wynik |
| ---- | ------------------------------------- | ------------ | ---------------------- | ----------------- | ----- |
| 2013 | Mistrzostwa Afryki juniorów młodszych | Warri        | pchnięcie kulą (5 kg)  | 1. miejsce        | 20,17 |
| 2013 | Mistrzostwa Afryki juniorów młodszych | Warri        | rzut dyskiem (1,5 kg)  | 2. miejsce        | 56,96 |
| 2013 | Mistrzostwa świata juniorów młodszych | Donieck      | pchnięcie kulą (5 kg)  | 3. miejsce        | 20,58 |
| 2013 | Mistrzostwa Afryki juniorów           | Bambous      | pchnięcie kulą (6 kg)  | 2. miejsce        | 19,05 |
| 2013 | Mistrzostwa Afryki juniorów           | Bambous      | rzut dyskiem (1,75 kg) | 2. miejsce        | 50,98 |
| 2014 | Mistrzostwa świata juniorów           | Eugene       | pchnięcie kulą (6 kg)  | 4. miejsce        | 19,85 |
| 2014 | Mistrzostwa Afryki                    | Marrakesz    | pchnięcie kulą         | 5. miejsce        | 17,64 |
| 2015 | Mistrzostwa panarabskie               | Manama       | pchnięcie kulą         | 2. miejsce        | 18,38 |
| 2015 | Mistrzostwa Afryki juniorów           | Addis Abeba  | pchnięcie kulą (6 kg)  | 1. miejsce        | 20,66 |
| 2015 | Igrzyska afrykańskie                  | Brazzaville  | pchnięcie kulą         | 2. miejsce        | 19,78 |
| 2016 | Mistrzostwa Afryki                    | Durban       | pchnięcie kulą         | 6. miejsce        | 19,00 |
| 2018 | Igrzyska sródziemnomorskie            | Tarragona    | pchnięcie kulą         | 10. miejsce       | 18,58 |
| 2018 | Mistrzostwa Afryki                    | Asaba        | pchnięcie kulą         | 2. miejsce        | 19,33 |
| 2018 | Puchar interkontynentalny             | Ostrawa      | pchnięcie kulą         | 7. miejsce        | 19,45 |
| 2019 | Mistrzostwa panarabskie               | Kair         | pchnięcie kulą         | 2. miejsce        | 20,39 |
| 2019 | Uniwersjada                           | Neapol       | pchnięcie kulą         | 8. miejsce        | 19,26 |
| 2019 | Igrzyska afrykańskie                  | Rabat        | pchnięcie kulą         | 2. miejsce        | 20,85 |
| 2019 | Mistrzostwa świata                    | Doha         | pchnięcie kulą         | el. – 25. miejsce | 19,91 |
| 2019 | Światowe wojskowe igrzyska sportowe   | Wuhan        | pchnięcie kulą         | 4. miejsce        | 20,54 |
| 2021 | Igrzyska olimpijskie                  | Tokio        | pchnięcie kulą         | el. – 25. miejsce | 19,82 |
| 2022 | Mistrzostwa Afryki                    | Saint-Pierre | pchnięcie kulą         | 3. miejsce        | 20,33 |
| 2022 | Igrzyska sródziemnomorskie            | Oran         | pchnięcie kulą         | 3. miejsce        | 20,35 |
| 2023 | Mistrzostwa panarabskie               | Marrakesz    | pchnięcie kulą         | 2. miejsce        | 20,33 |
| 2023 | Mistrzostwa świata                    | Budapeszt    | pchnięcie kulą         | el. – 14. miejsce | 20,68 |
| 2024 | Igrzyska afrykańskie                  | Akra         | pchnięcie kulą         | 3. miejsce        | 20,29 |